# バニラ・スカイ
『バニラ・スカイ』 (Vanilla Sky) は、2001年のアメリカ映画。1997年のスペイン映画『オープン・ユア・アイズ』 (Abre Los Ojos) のリメイク作品。
ストーリーはほぼ同じで、舞台をニューヨークに移しているが、同作でヒロインを演じたペネロペ・クルスが本作にも同役で出演している。キャッチコピーは「あなたが想うあなた自身は幻に過ぎない…」。

## ストーリー
殺人容疑で逮捕された仮面の男・デヴィッドと、精神分析医マッケイブの取り調べ室での会話を軸に、ストーリーは進む。
出版界の王様と讃えられていた父が亡くなり、大手出版社を引き継いだ若き富豪でプレイボーイのデヴィッドは、自分のド派手な誕生日パーティーで親友・ブライアンの恋人のソフィアに一目惚れしてしまう。それに気付いたデヴィッドのセックスフレンド・ジュリーは、彼を真剣に愛していた嫉妬のあまり彼と共に自動車事故による無理心中を図る。
運転していたジュリーは死亡し、助手席にいたデヴィッドも重体で3週間の昏睡から目覚めると、ハンサムだった彼の顔は、事故のせいで見るも無惨なものになっていた。この事故を契機に、デヴィッドの部下である7人の老いた重役たちは会社を乗っ取ろうと策略をめぐらす。一方でデヴィッドは醜くなった顔のせいで自棄になり、ソフィアやブライアンとも酒の勢いで喧嘩別れを起こしてしまう。
翌朝、泥酔し路上に倒れ込んでいたデヴィッドは、彼を心配したソフィアに助け起こされ彼女と正式に恋人となる。ソフィアの支えによってデヴィッドは自棄から立ち直り、顔の傷も最新技術で元通り修復され、ブライアンや役員会とも良い関係を修復し順風満帆の日々を送る。事故を完全に乗り越えたかに見えたデヴィッドだったが、次第に奇妙な悪夢に悩まされるようになっていく。
やがてデヴィッドはソフィアの姿がジュリーに見える幻覚を何度も見るようになり、錯乱して目の前の「ジュリー」を絞殺してしまう。しかしデヴィッドがジュリーと思って殺したのは実際はソフィアであり、彼はソフィア殺害の容疑者として逮捕された。精神分析医マッケイブは、ソフィア殺害について記憶が混濁しているデヴィッドの精神鑑定を行っていたのだった。
デヴィッドは取り調べ室の外の廊下でテレビから流れる「LE(ライフ・エクステンション)社」のCMを見て記憶が刺激され、訪問を願い出る。LE社は死亡直後の遺体を低温保存し、科学技術が整った未来に蘇らせる会社であった。マッケイブの手配でLE社を訪れたデヴィッドは、低温保存中に理想の夢を見続けることができるオプションサービスについて説明を聞くうちにLE社と契約した事を思い出し、非常時に夢の中へと駆け付ける「救護員」を呼び出す。
現れた「救護員」ヴェンチュラによって、デヴィッドは真実を告げられる。顔の傷とソフィアとの喧嘩別れにより希望を失ったデヴィッドは、LEと契約した直後に自殺しており、それから150年間眠り続けていたのであった。傷の治療も、ソフィアと恋人として過ごした幸せな日々も、逮捕されている現在も、全て冷凍睡眠中にデヴィッドが作り出した夢だったのだ。
ジュリーを死なせた罪悪感が悪夢を生み出したが、そのバグは改善されたと説明するヴェンチュラ。顔の傷を治す技術は既に開発されており、このまま幸せに眠り続けることも、目覚めて現実世界で生きることも可能だという。150年後の世界では知人は全て物故し、莫大だった会社の資産も殆ど残っていないと告げられたが、デヴィッドは敢えて目覚める道を選択した。

## キャスト
役名、俳優、日本語吹替の順に記述。
- デヴィッド・エイムス - トム・クルーズ（鈴置洋孝）

出版社の社長。乱れた女性関係を持つプレイボーイ。
- ソフィア・セラノ - ペネロペ・クルス（小林さやか）

マンハッタンへ来た女性。明るい性格。
- ジュリー（ジュリアナ・ジャンニ） - キャメロン・ディアス（渡辺美佐）

デヴィッドのガールフレンド。
- ブライアン・シェルビー - ジェイソン・リー（森田順平）

デヴィッドの友人。作家。
- マッケイブ - カート・ラッセル（堀勝之祐）

精神科医。デヴィッドを担当する。
- エドマンド・ヴェントゥラ - ノア・テイラー（樫井笙人）

社員。
- トマス・ティップ - ティモシー・スポール（チョー）
- レベッカ - ティルダ・スウィントン（佐藤しのぶ）

担当者。
- アーロン - マイケル・シャノン（古田信幸）
- アート・ディーラー - ケン・レオン
- ホスト（青いコートの男） - ティム・ホッパー（稲葉実）
- ポメランツ医師 - アーマンド・シュルツ（田原アルノ）
- リビー - アリシア・ウィット
- ベアトリス - キャロリン・バーン（片岡富枝）
- コリーン - シャローム・ハーロウ
- ピーター - ジョニー・ガレッキ（後藤哲夫）
- バーテンダー - W・アール・ブラウン（辻親八）
- レイモンド・トゥーリー - ジェフ・ワイス（小形満）
- レイチェル - 不明（喜田あゆ美）
- リネット - ウーナ・ハート（相楽恵美）
- エマ - イワナ・ミルセヴィッチ（水落幸子）
- コナン・オブライエン - コナン・オブライエン
- ヴィンテージ・カーの男 - トミー・リー
- 金髪の女 - 不明（田村聖子）
- パーティーの客（カメオ出演） - スティーヴン・スピルバーグ

## 評価
レビュー・アグリゲーターのRotten Tomatoesでは173件のレビューで支持率は42%、平均点は5.30/10となった。Metacriticでは33件のレビューを基に加重平均値が45/100となった。

## サウンドトラック
ポール・マッカートニーによるタイトルチューンや、キャメロン・ディアスが参加した楽曲を収録したサウンドトラック盤は、ワーナーミュージック・ジャパンよりリリースされている（日本盤：2001年12月19日発売／WPCR-11143）。既出曲を集めたコンピレーション盤だが全て劇中で使用された楽曲であるのが特徴である。
収録曲
1. オール・ザ・ライト・フレンズ　All The Right Friends / R.E.M.
2. エヴリシング・イン・イッツ・ライト・プレイス Everything In Its Right Place / レディオヘッド
3. バニラ・スカイ Vanilla Sky / ポール・マッカートニー
4. ソルスベリー・ヒル Solsbury Hill / ピーター・ガブリエル
5. アイ・フォール・アパート I Fall Apart / Julianna Gianni（キャメロン・ディアス）
6. ポーパス・ソング Porpose Song / モンキーズ（1968年の映画「ザ・モンキーズ 恋の合言葉HEAD!」より）
7. モンド77 Mondo 77 / ルーパー Looper feat.フランシス・マクドナルド
8. ハブ・ユー・フォーゴットン　Have you Forgotten／レッド・ハウス・ペインターズ
9. ディレクションズ Directions / ジョッシュ・ロウズ
10. アフリカ・ショックス  Afrika Shox / レフトフィールド/アフリカ・バンバータ Leftfield Afrika Bambaataa
11. スヴェン・ギー・エングラー Svefn-G-Englar / シガー・ロス
12. ラスト・グッドバイ Last Goodbye / ジェフ・バックリー
13. 友達でいさせて Can We Still Be Friends / トッド・ラングレン（1978年『ミンク・ホロウの世捨て人』より）
14. フォース・タイム・アラウンド Fourth Time Around / ボブ・ディラン（1998年『ロイヤル・アルバート・ホール：ブートレッグ・シリーズ第4集』より）
15. エレベーター・ビート Elevator Beat / ナンシー・ウィルソン
16. スウィートネス・フォローズ Sweetness Follows / R.E.M.
17. ホウェア・ドゥ・アイ・ビギン Where Do I Begin / ケミカル・ブラザーズ

## 補足
日本公開時の宣伝ポスターや広告では「本年度（2001年度）アカデミー賞最有力候補!」というコピーが大々的に記されていたが、同年度のアカデミー賞ではポール・マッカートニーが歌う主題歌がオリジナル歌曲賞にノミネートされるだけにとどまった。